# Байер, Себастьян
Себастьян Байер (род. 11 июня 1986 года, Ахен, ФРГ) — немецкий прыгун в длину, чемпион Европы 2012 года, обладатель второго результата (8,71 м) за всю историю лёгкой атлетики в залах.

## Спортивная карьера
В 2005 году на юниорском чемпионате Европы завоевал серебряную медаль. В 2006 году на чемпионате Европы и в 2008 году на Олимпийских играх не попал в финал.
8 марта 2009 года на зимнем чемпионате Европы в Турине прыгнул на 8,71 м и завоевал золотую медаль. Это второй результат для залов в истории лёгкой атлетики после мирового рекорда для залов (8,79 м), установленного Карлом Льюисом 27 января 1984 года в Нью-Йорке. Байер на 15 см превзошёл прежний рекорд Европы для залов, принадлежавший Яго Ламеле. Это результат также превышает рекорд Германии для стадионов (8,54 м), установленный Лутцем Домбровски на Олимпийских играх 1980 года в Москве. Перед этим прыжком личный рекорд Байера составлял 8,17 м.

## Личные рекорды
| Дисциплина               | Результат | Ветер | Стадион | Дата       | Прим.  |
| ------------------------ | --------- | ----- | ------- | ---------- | ------ |
| Прыжок в длину (стадион) | 8,49      | 1,6   | Ульм    | 04.07.2009 |        |
| Прыжок в длину (залы)    | 8,71      |       | Турин   | 08.03.2009 | ER, NR |

## Результаты
Лучшие результаты по годам
| Год     | 2003 | 2004 | 2005 | 2006 | 2007 | 2008 | 2009 | 2010 | 2011 | 2012 |
| ------- | ---- | ---- | ---- | ---- | ---- | ---- | ---- | ---- | ---- | ---- |
| Стадион | 7,26 | 7,57 | 7,73 | 7,95 |      | 8,15 | 8,49 | 8,06 | 8,17 | 8,34 |
| Зал     |      |      | 7,71 |      | 7,88 |      | 8,71 |      | 8,16 | 8,12 |

Все результаты за 8,20 м
| Рез., м | Ветер, м/с | Место | Стадион   | Дата       | Другие попытки | Примечание               |
| ------- | ---------- | ----- | --------- | ---------- | -------------- | ------------------------ |
| 8,71    | зал        | 1     | Турин     | 08.03.2009 | 8,29           | Чемпионат Европы в залах |
| 8,49    | 1,6        | 1     | Ульм      | 04.07.2009 |                |                          |
| 8,25    | 0,1        | 1     | Везель    | 28.05.2012 |                |                          |
| 8,34    | 2,4        | q     | Хельсинки | 29.06.2012 |                | Чемпионат Европы         |
| 8,34    | 0,3        | 1     | Хельсинки | 01.07.2012 | 8,33           | Чемпионат Европы         |